# Avery (Califòrnia)
Avery és una concentració de població designada pel cens dels Estats Units a l'estat de Califòrnia. Segons el cens del 2000 tenia 672 habitants.

## Demografia
Segons el cens del 2000, Avery tenia 672 habitants, 276 habitatges, i 195 famílies. La densitat de població era de 57,5 habitants/km².
Dels 276 habitatges en un 27,9% hi vivien nens de menys de 18 anys, en un 56,2% hi vivien parelles casades, en un 10,5% dones solteres, i en un 29,3% no eren unitats familiars. En el 23,2% dels habitatges hi vivien persones soles el 9,8% de les quals corresponia a persones de 65 anys o més que vivien soles. El nombre mitjà de persones vivint en cada habitatge era de 2,43 i el nombre mitjà de persones que vivien en cada família era de 2,87.
Per edats la població es repartia de la següent manera: un 22,2% tenia menys de 18 anys, un 6,4% entre 18 i 24, un 22,6% entre 25 i 44, un 30,2% de 45 a 60 i un 18,6% 65 anys o més.
L'edat mediana era de 44 anys. Per cada 100 dones de 18 o més anys hi havia 95,9 homes.
La renda mediana per habitatge era de 41.184 $ i la renda mediana per família de 42.159 $. Els homes tenien una renda mediana de 27.292 $ mentre que les dones 26.429 $. La renda per capita de la població era de 26.394 $. Cap de les famílies i l'1,3% de la població estaven per davall del llindar de pobresa.

## Poblacions més properes
El següent diagrama mostra les poblacions més properes.